# Arquezous
Els arquezous (Archezoa) van ser un regne proposat per Thomas Cavalier-Smith per a designar aquells eucariotes que van divergir abans de l'origen de mitocondris. Durant diverses ocasions, tant pelobionts com entamoebids (ara coneguts arqueamoebis), el metamonads i els Microsporidia van ser inclosos en aquest regne. Aquests grups apareixen a prop la base de l'evolució dels eucariotes en els arbres d'ARNr. Tanmateix, tots aquests grups se sap ara que s'han desenvolupat d'avantpassats que sí que tenien mitocondris (i els van perdre després). Arbres basats en altres gens no donen suport a l'emplaçament basal original. Arran d'això, el regne Archezoa ha estat abandonat. Els arquezous contenen dos regnes de protistes, el regne Diplomadida i regne Parabasala. Aquests 2 regnes s'agrupaven junts simplement perquè no tenen mitocondris.